# Funaria euryloma
Funaria euryloma là một loài Rêu trong họ Funariaceae. Loài này được Dixon mô tả khoa học đầu tiên năm 1960.